# AR Telecom
A Ar Telecom é uma empresa portuguesa de telecomunicações, baseada na cidade de Lisboa. Foi criada em 2005, sendo uma sucessora da antiga operadora Jazztel Portugal, fundada em 1997. Desde 2021 que é uma empresa do grupo Aire, o quarto maior operador de telecomunicações grossitas em Espanha.

## Descrição
A Ar Telecom oferece um pacote de três serviços - Internet, telefone e televisão, fornecidos através de uma plataforma digital própria, conhecida como TMAX, baseada na infraestrutura de rádio BFWA (Broadband Fixed Wireless Access).

## História
A empresa Jazztel Portugal surgiu em 1997, durante um processo de liberalização do mercado nacional de telecomunicações fixas.
Em 2003, a Jazztel Portugal foi comprada pelo grupo SGC, de João Pereira Coutinho, pelo valor de 10 milhões de euros. Nesse ano, também foi adquirida a empresa brasileira ACOM.
Em 21 de Setembro de 2005, João Pereira Coutinho apresentou oficialmente a criação de uma nova operadora, a "Ar Telecom", baseada na antiga empresa, e anunciou a intenção de cobrir totalmente o mercado português com a sua rede TMAX, num investimento de cerca de 800 milhões de euros, que foi suportado por capital próprio da holding e pela banca internacional. Desta forma, a AR Telecom iria ser a primeira empresa de telecomunicações em Portugal que iria operar com uma infraestrutura própria, que não iria estar dependente da rede da Portugal Telecom, tendo esta tecnologia sido desenvolvida pela divisão SGC Telecom. Segundo Pereira Coutinho, além de um pacote triplo de comunicações, com telefone, televisão e Internet, com velocidades entre 2 e 10 Mpbs, esta infraestrutura iria igualmente permitir os serviços de «voz sobre IP, banda larga simétrica e de baixa latência e videoconferência em televisão». Nessa altura, este serviço chegava já a cerca de trinta mil habitações em várias zonas de Lisboa, esperando-se que até Março de 2006 fosse totalmente coberta a capital, e que dentro de cinco anos fosse servido todo o território nacional. A empresa também estava a preparar a criação de produtos específicos para as empresas, tendo herdado cerca de trinta mil clientes da Jazztel neste segmento de mercado, e estava a desenvolver a sua aposta na internacionalização, tendo vencido um concurso público para a instalação de produtos tecnológicos na Lituânia, e iniciado a ampliação da sua oferta no Brasil. Com efeito, nessa altura estava a ser testada uma rede de serviços digitais, igualmente denominada de TMAX, em cinquenta e duas cidades brasileiras. Segundo o CEO da empresa, Miguel Martins, também se estava a ponderar a introdução nos mercados da Europa Central, tendo igualmente admitido que estava a considerar trazer para território nacional os seus centros para investigação e desenvolvimento, situados nos Estados Unidos da América, se se verificasse que existissem condições para tal.
Em Março de 2006, a Câmara Municipal de Lisboa participou no encontro internacional de profissionais de imobiliário Le Marché International des Professionnels de L’immobilier (en), em Cannes, França, durante o qual foi anunciado que a AR Telecom iria instalar o serviço de Internet sem fios naquela cidade. Desta forma, Lisboa poderia vir a ser a primeira capital na Europa totalmente servida por um sistema de Internet sem fios. Durante aquele evento, o presidente da Câmara Municipal, António Carmona Rodrigues, classificou este sistema como «uma revolução», e um sinal de que a capital se estava «a equipar e a modernizar». O autarca explicou o sistema como «uma tecnologia nova que permite o acesso à Internet e comunicação de voz e dados, com uma troca recíproca de informação», em toda a capital, podendo ser acedida tanto no exterior como dentro dos edifícios. Naquela altura, o sistema estava a ser instalado na capital, estando já a funcionar na zona a norte da Segunda Circular, prevendo-se que iria cobrir toda a cidade em Setembro.
Em Abril de 2006, a empresa anunciou que iria expandir a sua cobertura nos mercados residenciais de Lisboa e do Porto, contando chegar a 140 mil lares em Maio desse ano. Previu igualmente que até ao final do ano iria servir totalmente a zona da Grande Lisboa e uma considerável parte da cidade do Porto. Porém, a empresa não conseguiu alcançar a notoriedade desejada no mercado residencial português e o número de clientes começou a decrescer. Com efeito, segundo os dados da Associação Nacional das Comunicações, a Ar Telecom concentrava apenas 0,8% dos assinantes de televisão paga, e 1,1% dos clientes de banda larga, durante o segundo trimestre de 2011. Assim, em 9 de Novembro desse ano comunicou que iria deixar o mercado residencial até aos finais desse ano, e centrar-se no segmento de negócio empresarial, medida que foi justificada pelo «forte crescimento obtido no setor empresarial e público, nos últimos dois anos», tendo a empresa esperado um crescimento de «cerca de 20 por cento no mercado empresarial, oferecendo diferenciação e novas soluções para as médias/grandes empresas e administração pública». Nos finais de Outubro, os clientes que ainda se mantinham fiéis à AR Telecom foram avisados através de cartas, onde era sugerida a adesão à ZON, uma empresa onde Pereira Coutinho também tinha participações.
Em 2020, a Ar Telecom foi uma das empresas que aderiram à iniciativa Unidos por Portugal, organizada pela SIC Esperança para combater os efeitos da Pandemia de COVID-19 em Portugal.
Em Fevereiro de 2021, a empresa espanhola Aire Networks anunciou que estava quase concluído o processo para aquisição da operadora Ar Telecom, faltando apenas a autorização por parte da Autoridade da Concorrência portuguesa. Esta medida foi tomada no âmbito de uma estratégia de internacionalização por parte da Aire Networks, tendo a compra da Ar Telecom sido a primeira tentativa da operadora espanhola para entrar no mercado português. O processo terminou pouco tempo depois, tendo em 22 de Junho desse ano sido organizada uma reunião entre o presidente da ANACOM, João Cadete de Matos, o CEO da Aire Networks, Raúl Aledo, e o CEO da Ar Telecom, Tiago Oliveira Santos, no sentido de apresentar o grupo Aire Telecom, como o novo acionista da AR Telecom. Assim, o grupo passou a contar com cinco empresas, das quais a Ar Telecom era a única portuguesa, enquanto que as outras quatro eram espanholas. Raúl Aledo comentou que «este é apenas o primeiro passo para a internacionalização da Aire Networks. [...] Embora 2020 tenha sido um ano turbulento devido à pandemia, temos continuado o nosso caminho de crescimento. A Ar Telecom irá acrescentar muito, pela competência e capacidade de trabalho, e irá tornar-se um fator determinante na internacionalização do nosso Grupo».
Em 2022, o Grupo Aire integra o líder de serviços de cloud privada Stackscale, reforçando a sua posição no mercado cloud. Com esta integração, o grupo avança no seu projecto de internacionalização e posiciona-se nos mercados FLAP com a presença de Stackscale em dois centros de dados na área de Amesterdão. Em junho desse ano, o Grupo Aire confirma que o fundo francês Ardian Buyout, a divisão do fundo francês especializado em tecnologia, comprou a participação da Magnum no grupo espanhol de telecomunicações Com o compromisso da Ardian Buyout para com o Grupo Aire poderá continuar com a sua estratégia de crescimento orgânico e inorgânico, que começou em 2019 com as aquisições da Prored, Unelink, LCRcom e Ar Telecom, e impulsionar as quatro principais áreas do seu negócio: tecnologia cloud, conectividade, potenciador móvel e comunicações unificadas. Em 2023, o Grupo Aire reforça a sua posição de liderança no mercado da cloud com a integração da Teradisk, uma empresa especializada em managed services e cibersegurança, com sede em Vilafranca del Penedès, Barcelona. Com esta nova operação, o Grupo amplia o seu portefólio de serviços na cloud em áreas como managed services, virtualização e cibersegurança, e consolida a sua posição de liderança no mercado da cloud. Também em 2023, a Ar Telecom foi distinguida pelo 3º ano consecutivo, como melhor Veeam Cloud & Service Provider em Portugal.[carece de fontes?]